# 公河市
公河市是越南太原省下轄的一個省轄市。面積98.37平方千米，2018年总人口146120人。

## 地理
公河市北接太原市，东接富平县，西和南接普安市。

## 历史
1996年11月6日，北太省重新分设为太原省和北𣴓省，公河市社划归太原省管辖。
1999年4月10日，葛丹社析置庯瞿坊，百川社和葛丹社析置荣山社，葛丹社改制为葛丹坊，普安县平山社划归公河市社管辖。
2010年10月18日，公河市社被评定为三级城市。
2011年1月13日，新光社析置百光坊。
2015年5月15日，太原市凉山社划归公河市社管辖；凉山社改制为凉山坊；公河市社改制为公河市。
2019年11月21日，凉洲坊和荣山社合并为洲山坊。
2024年4月17日，越南政府副总理陈红河签署第319/QĐ-TTg号决定，评定公河市为二级城市。

## 行政区划
公河市下辖7坊3社，市人民委员会位于胜利坊。
- 百光坊（Phường Bách Quang）
- 改丹坊（Phường Cải Đan）
- 洲山坊（Phường Châu Sơn）
- 梁山坊（Phường Lương Sơn）
- 某茶坊（Phường Mỏ Chè）
- 庯瞿坊（Phường Phố Cò）
- 胜利坊（Phường Thắng Lợi）
- 霸川社（Xã Bá Xuyên）
- 平山社（Xã Bình Sơn）
- 新光社（Xã Tân Quang）

## 交通
- 越南鐵路
  - 河太線：梁山站